# Survivant (manga)
Pour les articles homonymes, voir survivant (homonymie).
Survivant (サバイバル, Sabaibaru) est un shōnen manga de Takao Saitō, prépublié au Japon dans le Weekly Shōnen Sunday entre 1976 à 1978 puis compilé en 22 volumes reliés par Shōgakukan. En 2001, la série est rééditée par Leedsha au format bunko en 10 volumes, suivis d'un volume supplémentaire intitulé Another Story. La version française, basée sur l'édition bunko, est publiée par Milan sous le label Kankô en 10 volumes sortis entre novembre 2006 et juin 2008.
L'histoire est celle d'un jeune garçon nommé Satoru qui tente de survivre après un cataclysme gigantesque ayant provoqué la submersion du Japon. Il devra lutter contre les difficultés naturelles, les animaux environnants, mais également contre d'autres survivants qui se révèlent beaucoup plus imprévisibles que la nature elle-même.

## Résumé
Le jeune Satoru Suzuki, 14 ans, part explorer une grotte près de Tokyo avec des amis. Mais alors qu'ils sont dans la cavité, un gigantesque tremblement de terre frappe la région et Satoru se réveille seul dans une grotte très instable et en cours d'effondrement. Il parvient à ressortir mais ne retrouve plus ses amis, ni même âme qui vive. Perdu, il décide de monter en haut d'une montagne qu'il aperçoit et découvre à sa grande surprise qu'il est maintenant sur une petite île. Affamé et épuisé, il entame alors un long apprentissage de survie. Il réussit petit à petit à attraper des poissons et surtout à faire du feu en se servant de l'opercule de son appareil photo comme d'une loupe, puis se réfugie dans une petite grotte.
Un jour, espérant attraper des coquillages en plongeant dans la mer, il découvre une forêt au fond de l'eau et réalise ainsi que le Japon est maintenant submergé. Petit à petit, Satoru commence à acquérir une solide expérience en matière de survie, fabriquant une canne à pêche, un arc, des pièges et en apprenant plus sur la conservation de la nourriture. Il frôle cependant la mort après avoir ingurgité des champignons toxiques. Il découvre un jour qu'une autre île se trouve à côté de la sienne et espère que d'autres survivants s'y trouvent.
Seul sur son île, Satoru commence à affronter de sérieuses difficultés : l'arrivée de l'hiver et de chutes de neige abondantes qui rendent la nourriture rare, la présence d'un ours énorme et particulièrement agressif, et surtout ses pires ennemis, les rats. Ces petits rongeurs qui prolifèrent à une vitesse incroyable se révèlent très nuisibles en envahissant chaque nuit le refuge de Satoru pour dévorer sa nourriture, ce qui l'empêche de dormir. Malgré toutes ses tentatives de les combattre, ces animaux s'adaptent très vite et une morsure de rat lui fait attraper une fièvre qui faillit lui être fatale. Ils deviennent même de plus en plus agressifs en cherchant à le dévorer lui. Désespéré, Satoru déménage alors dans un nouveau refuge qu'il construit de toutes pièces. Un jour, un grand avion passe au-dessus de son île, ce qu'il le conforte dans l'idée que toute civilisation n'a pas disparu.
Installé dans sa nouvelle « maison » et maîtrisant sans problèmes la recherche de nourriture, Satoru se met alors en tête de construire une embarcation pour rejoindre l'île voisine qu'il a aperçu et trouver d'autres survivants. Pendant ses réflexions sur le sujet, à sa grande joie, une barque apparaît à l'horizon en provenance de la fameuse île. À bord se trouve une jeune fille nommée Akiko qui est le premier être humain qu'il rencontre depuis très longtemps. Elle lui apprend qu'il y a beaucoup de survivants sur l'autre île mais que la situation est devenue un enfer et que la loi du plus fort y règne, elle est alors partie pour sauver sa vie. Elle lui apprend également que le cataclysme n'a pas touché uniquement le Japon mais également le monde entier et que la plupart des grandes villes de tous les pays sont maintenant sous les eaux. 
Commence une vie à deux qui se révèle difficile. Certes les deux jeunes gens essayent de se révéler complémentaires dans les tâches quotidiennes mais Akiko ne s'adaptera jamais à cette vie en pleine nature. De plus, elle commet chaque jour une erreur gravissime, elle jette les restes des repas près de leur abri au lieu de les enterrer ou de les jeter dans la mer, ce qui a pour conséquence d'attirer petit à petit les rats dans la zone. Satoru décide de partir sur l'autre île pour y ramener du matériel et de la nourriture mais découvre au péril de sa vie qu'un grand tourbillon se trouve dans le bras de mer entre les deux îles ce qui rend quasi impossible la traversée, Akiko ayant réussi in-extremis.
Akiko est cependant désespérée à l'idée de ne jamais quitter cette île et perd la tête. Elle prend Satoru pour Toshio, son petit-ami, et se met à la recherche de boîtes aux lettres. Refusant de s'alimenter, elle devient très faible. Entre-temps, Satoru découvre avec effroi que le nombre de rats sur l'île est devenu spectaculaire, proliférant jusqu'à dévorer toutes formes de nourriture. Malgré tous ses efforts, Satoru ne parvient pas à améliorer l'état de santé d'Akiko qui, malgré un éphémère rétablissement, meurt. Effondré, Satoru l'enterre et pense un moment à se tuer mais découvre qu'à la suite d'un nouveau terrible tremblement de terre, l'île voisine a disparu. Mais il s'aperçoit également qu'une nouvelle terre beaucoup plus grande est apparue à l'horizon. N'ayant plus rien le retenant sur son île, il construit un radeau et part en sa direction sans regarder en arrière. 
Après une année à avoir survécu en pleine nature sauvage, il accoste sur cette nouvelle terre. Il découvre alors des villes en ruines et réalise qu'il se trouve au Japon et que son pays est ressorti de l'eau après avoir été immergé pendant un an. Découvrant avec stupeur que le mont Fuji a littéralement explosé, il commence à apprendre l'agriculture et entame une longue quête difficile à la recherche de sa famille dont l'espoir de sa survie le tient en vie.